# Hylaeus melaleucae
Hylaeus melaleucae is een vliesvleugelig insect uit de familie Colletidae. De wetenschappelijke naam van de soort is voor het eerst geldig gepubliceerd in 1953 door Rayment.